# Kfz-Kennzeichen (Nordirland)

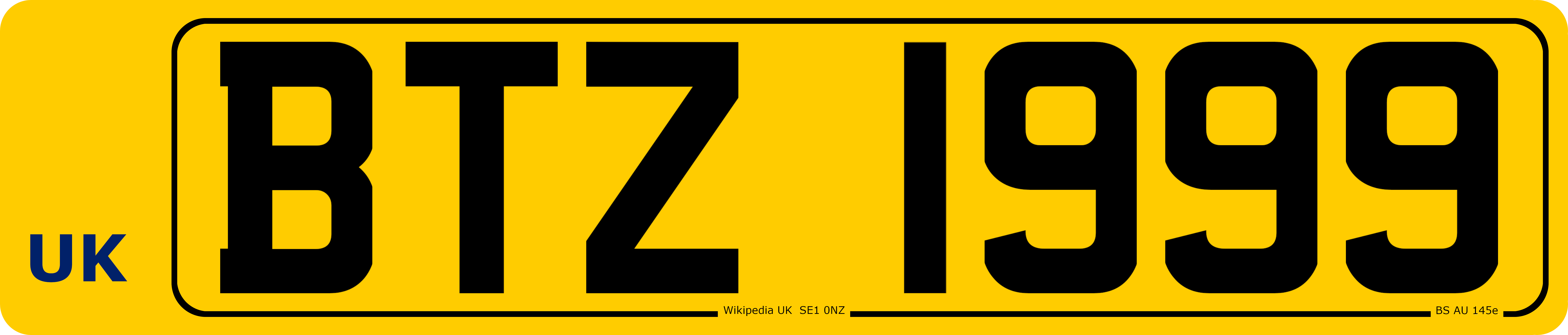
Hinteres Kennzeichen aus Nordirland mit „UK“ Nationalitätszeichen.

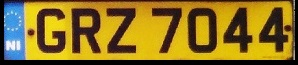
Hinteres Kennzeichen mit dem inoffiziellen Nationalitätszeichen NI im Euroband.

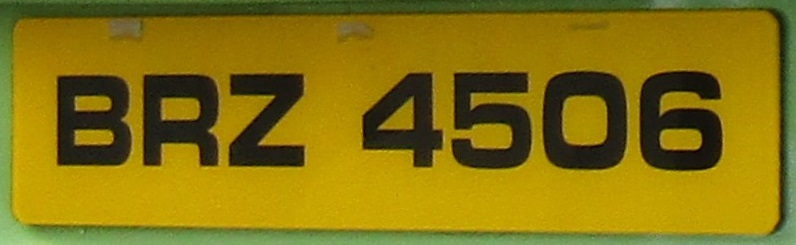
Hinteres Kennzeichen ohne Euroband.

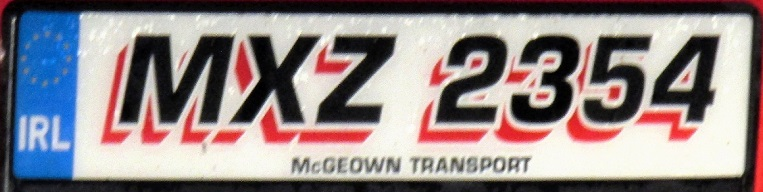
Vorderes Kennzeichen mit dem inoffiziellen Nationalitätszeichen IRL im Euroband.

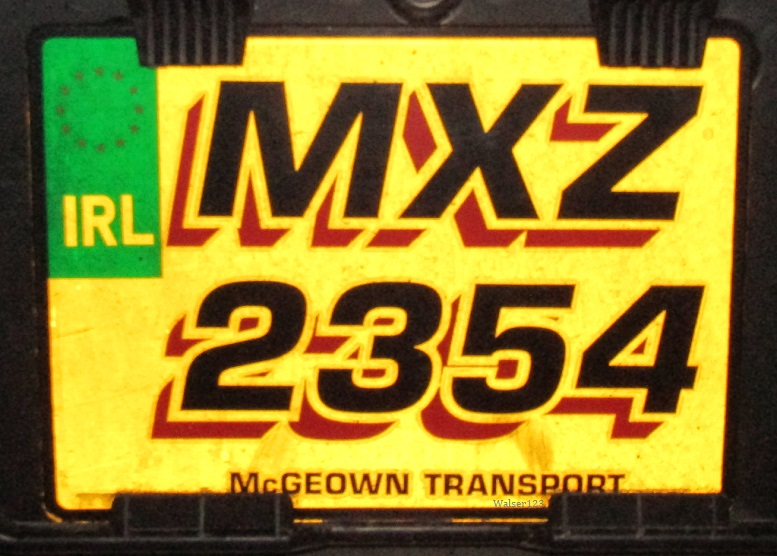
Anhängerkennzeichen mit grünem IRL Euroband.

Nordirland hat für seine Kfz-Kennzeichen das System von 1903 bewahrt, das bis 1987 für ganz Irland
galt. Die Schilder haben zwei (bis 1966) oder drei Buchstaben (von denen grundsätzlich einer ein I oder Z ist), gefolgt von einer maximal vierstelligen Zahl. 
Die regionale Herkunft ist an den letzten beiden Buchstaben zu ersehen. Im Gegensatz zu den meisten übrigen Kennzeichen des Vereinigten Königreichs lässt sich ein Erstzulassungsjahr oder -zeitraum des Fahrzeugs aus den nordirischen Kennzeichen nicht ableiten.
Zahlen unter 1001 sowie die vielfachen von 1000 oder 1111 werden nur als Wunschkennzeichen zugeteilt. Vordere Schilder besitzen einen weißen, hintere einen gelben Untergrund.
Die Kennzeichen können am linken Rand ein Band mit den Buchstaben UK für das Vereinigte Königreich Großbritannien und Nordirland haben. Manche Kennzeichen führen im Hoheitszeichenfeld statt des „UK“ das Nationalitätszeichen NI für Nordirland oder IRL für Irland. Diese Kürzel sind, im Gegensatz zu beispielsweise SCO für Schottland oder CYM für Cymru (Wales), nicht offiziell.

## Regionale Codes
| Code | County / City | Code | County / City | Code | County / City                   |
| ---- | ------------- | ---- | ------------- | ---- | ------------------------------- |
| AZ   | Belfast       | IL   | Fermanagh     | SZ   | Down                            |
| BZ   | Down          | IW   | Londonderry   | TZ   | Belfast                         |
| CZ   | Belfast       | JI   | Tyrone        | UI   | Derry                           |
| DZ   | Antrim        | JZ   | Down          | UZ   | Belfast                         |
| EZ   | Belfast       | KZ   | Antrim        | VZ   | Tyrone                          |
| FZ   | Belfast       | LZ   | Armagh        | WZ   | Belfast                         |
| GZ   | Belfast       | MZ   | Belfast       | XI   | Belfast                         |
| HZ   | Tyrone        | NZ   | Londonderry   | XZ   | Armagh                          |
| IA   | Antrim        | OI   | Belfast       | YZ   | Londonderry                     |
| IB   | Armagh        | OZ   | Belfast       | QNI  | erneute Zulassung in Nordirland |
| IG   | Fermanagh     | PZ   | Belfast       |      |                                 |
| IJ   | Down          | RZ   | Antrim        |      |                                 |